# Liste der Kulturdenkmale in Holzsußra
Die Liste der Kulturdenkmale in Holzsußra umfasst die als Ensembles, Straßenzüge und Einzeldenkmale erfassten Kulturdenkmale in der thüringischen Gemeinde Holzsußra.
Die Angaben in der Liste ersetzen nicht die rechtsverbindliche Auskunft der zuständigen Denkmalschutzbehörde.

## Legende
- Bild: zeigt ein Bild des Kulturdenkmals und gegebenenfalls einen Link zu weiteren Fotos des Kulturdenkmals im Medienarchiv Wikimedia Commons
- Bezeichnung: Name, Bezeichnung oder die Art des Kulturdenkmals
- Lage: Wenn vorhanden Straßenname und Hausnummer des Kulturdenkmals; Grundsortierung der Liste erfolgt nach dieser Adresse. Der Link Karte führt zu verschiedenen Kartendarstellungen und nennt die Koordinaten des Kulturdenkmals.
 Kartenansicht, um Koordinaten zu setzen – in dieser Kartenansicht sind Kulturdenkmale ohne Koordinaten mit einem roten bzw. orangen Marker dargestellt und können in der Karte gesetzt werden. Kulturdenkmale ohne Bild sind mit einem blauen bzw. roten Marker gekennzeichnet, Kulturdenkmale mit Bild mit einem grünen bzw. orangen Marker.
- Datierung: gibt das Jahr der Fertigstellung beziehungsweise das Datum der Erstnennung oder den Zeitraum der Errichtung an
- Beschreibung: bauliche und geschichtliche Einzelheiten des Kulturdenkmals, vorzugsweise die Denkmaleigenschaften
- ID: Die ID identifiziert das Kulturdenkmal eindeutig. In Thüringen sind aktuell keine IDs veröffentlicht. In der ID-Spalte kann sich auch folgendes Icon  befinden, dies führt zu Angaben zu diesem Kulturdenkmal bei Wikidata.

### Holzsußra
| Bild                           | Bezeichnung                        | Lage                      | Datierung | Beschreibung                                                       | ID                        |
| ------------------------------ | ---------------------------------- | ------------------------- | --------- | ------------------------------------------------------------------ | ------------------------- |
| weitere Bilder Fotos hochladen | Evangelische Kirche St. Bonifacius | Hauptstraße 40 (Karte)    |           |                                                                    | 365.220.0314              |
| BW                             | Straßenzug                         | Hauptstraße 10–80 (Karte) |           | Ortsgrundriss, Straßenzug, Wohnhaus mit Hofanlage                  | 365.220.0315–365.220.0370 |
| BW                             | Hofanlage                          | Hauptstraße 14 (Karte)    |           | Gehöft                                                             | 365.220.0393              |
| BW                             | Wohnhaus                           | Hauptstraße 27 (Karte)    |           | Wohnhaus und Scheune                                               | 365.220.0391              |
| BW                             | Pfarrhaus                          | Hauptstraße 38 (Karte)    |           | Pfarre                                                             | 365.220.0390              |
| Fotos hochladen                | Gasthaus                           | Hauptstraße 42 (Karte)    |           | Gasthaus „Zum Urtal“                                               | 365.220.0389              |
| BW                             | Wohnhaus                           | Hauptstraße 47 (Karte)    |           | Wohnhaus                                                           | 365.220.0388              |
| BW                             | Wohnhaus                           | Hauptstraße 50 (Karte)    |           | Wohnhaus und Torfahrt                                              | 365.220.0387              |
| BW                             | Hofanlage                          | Hauptstraße 52 (Karte)    |           | Gehöft                                                             | 365.220.0386              |
| BW                             | Hofanlage                          | Hauptstraße 55 (Karte)    |           | Gehöft                                                             | 365.200.0385              |
| BW                             | Straßenzug                         | Lindenstraße 1–12 (Karte) |           | Ortsgrundriss, Straßenzug, Wohnhaus mit Hofanlage                  | 365.220.0371–365.220.0382 |
| BW                             | Wohnhaus mit Hofanlage             | Neuer Weg 5–6 (Karte)     |           | Ortsgrundriss, Gebäude nicht mehr existent, nur noch in Rudimenten | 365.220.0383–365.220.0384 |
| BW                             | Hofanlage                          | Neuer Weg 7 (Karte)       |           | Gehöft, Vierseitenhof, ca. 7 Gebäude mit rechteckigem Innenhof     | 365.200.0394              |